# Neferhotep I.
Neferhotep I. war ein bedeutender altägyptischer König (Pharao) der 13. Dynastie (Zweite Zwischenzeit), der etwa von 1742 bis um 1733 v. Chr. oder nach anderer Chronologie (siehe Liste der Pharaonen) etwa von 1705 bis um 1694 v. Chr. regierte.

## Abstammung
Neferhotep I. stammte aus eher mittleren Verhältnissen und ist wahrscheinlich wie sein Bruder König Sobekhotep IV. in Theben geboren. Sein Großvater war der „Stadtsoldat“ Nehy, dessen Gemahlin eine gewisse Senebtisi war. Der Amtstitel seines Vaters Haanchef ist nicht bekannt, da er immer nur als Gottesvater benannt wird und dies in diesem Fall nur eine Bezeichnung für einen bürgerlichen Königsvater ist. Die Mutter von Neferhotep I. hieß Kemi, seine Gemahlin Senebsen. Er hatte einen Sohn namens Haanchef und eine Tochter namens Kemi, benannt nach den Großeltern väterlicherseits. Sobekhotep IV., der Bruder von Neferhotep I., behauptet auf einer Stele, dass er in Theben geboren sei. Daraus kann geschlossen werden, dass die ganze Familie aus Theben stammte.

## Belege
Aus Byblos stammt ein Relief, das den dortigen Herrscher Inten zeigt, wie er Neferhotep I. huldigt und damit Handelsbeziehungen zu dieser Stadt zu dieser Zeit belegt.
Aus Abydos stammt eine große Stele, die von der Errichtung eines Osiris-Kultbildes berichtet. In Abydos scheint der Herrscher auch gebaut zu haben, wie Blöcke mit seinem Namen andeuten. Zahlreiche Felsinschriften bei Assuan stammen sicherlich von den diversen königlichen Expeditionen. Nach elfjähriger Regierungszeit wurde sein Bruder Sobekhotep IV. sein Nachfolger. Aus Karnak stammen große Statuen von ihm, darunter befinden sich zwei Pseudogruppen, das sind Statuen, die die gleiche Person nebeneinander zeigen. Im Turiner Königspapyrus ist als direkter Nachfolger sein Bruder Sahathor vermerkt, doch gibt es bisher keine weiteren Belege, dass er jemals wirklich regierte. Vielleicht war er für eine gewisse Zeit Koregent, der aber noch vor seinem Bruder starb.

## Seine Beamtenschaft
Seine Beamtenschaft ist relativ gut bekannt. Schatzmeister waren ein gewisser Senebsumai und dessen Nachfolger Senebi. Oberdomänenverwalter war Titi.